# Liste der Mitglieder der National Academy of Sciences/1910
Im Jahr 1910 wählte die National Academy of Sciences der Vereinigten Staaten 8 Personen zu ihren Mitgliedern.

## Neugewählte Mitglieder
- Douglas H. Campbell (1859–1953)
- John Dewey (1859–1952)
- Jacques Loeb (1859–1924)
- Forest R. Moulton (1872–1952)
- William A. Noyes (1857–1941)
- Thomas B. Osborne (1859–1929)
- Giovanni Schiaparelli (1835–1910)
- Charles Schuchert (1858–1942)